# LUTS
Lower urinary tract symptoms (LUTS) (Nederlands: lagere-urinewegsymptomen) is een verzamelnaam voor klachten van de onderste urinewegen (zoals de blaas, prostaat, urinebuis), vooral bij mannen van 18 jaar en ouder.

## Symptomen
Symptomen van LUTS kunnen onder andere zijn:
- Langzame, pijnlijke urinelozing (strangurie),
- Moeite met uitplassen (slappe straal, onderbroken straal, nadruppelen, urineretentie),
- Moeite met het ophouden bij aandrang,
- Frequente urinelozing (pollakisurie),
- Overmatige urineproductie 's nachts (nycturie),
- Een overvolle blaas die de urineleider dichtdrukt waardoor het plassen moeilijk is (ischuria paradoxa),
- Ongewild urineverlies

Bovenstaande klachten van de onderste urinewegen worden LUTS genoemd, wanneer zij niet terug te voeren zijn op een specifiek aanwijsbare oorzaak, zoals benigne prostaathyperplasie, prostatitis, aandoeningen van het zenuwstelsel en prostaatkanker.

## Prevalentie
Meer dan de helft van de mannen ouder dan 50 en vrijwel alle mannen ouder dan 75 hebben hier in meer of minder mate last van.

## Behandeling

### Leefstijl aanpassen
Eenvoudige veranderingen in leefstijl kunnen soms een groot verschil teweegbrengen. Zo heeft regelmatige lichaamsbeweging een gunstige invloed op de klachten en is voldoende vocht- en vezelinname belangrijk. Vochtinname beperken in de avond kan helpen tegen nachtelijk plassen (nycturie).

#### Toilethouding
Een methode om deze symptomen te verminderen is het zittend urineren. Een overzicht van de invloed van positie op het urineren was eerder gepubliceerd, maar toonde geen overtuigend voordeel voor een bepaalde positie. Een meta-analyse toonde echter, dat voor mannen met symptomatische LUTS die zittend plassen:
- de hoeveelheid urine die in de blaas achterblijft (post void residual volume) beduidend is verminderd,
- de kracht van de straal (maximum urinary flow) toeneemt,
- de totale tijd van het urineren (voiding time) afneemt.

Dit urologische profiel resulteert in een lagere kans op blaasontsteking en blaasstenen.

### Bekkenfysiotherapie
Bekkenfysiotherapie is effectief bij LUTS. De therapie kan onder andere gericht zijn op het verbeteren van de functie van de bekkenbodemspieren (middels oefeningen), en/of het verbeteren van de toilethouding, toiletgedrag en leefstijl, 

### Katheteriseren
In sommige gevallen, wanneer er sprake is van urineretentie (wat kan leiden tot blaasontsteking of nierproblemen), wordt katheteriseren ingezet.

### Medicatie
Als medicamenteuze behandeling worden soms alfablokkers, 5-alfa-reductaseremmers en anticholinergica ingezet.

### Operatie
Wanneer er sprake is van obstructie van de urinebuis, kan operatief ingegrepen, bijvoorbeeld met een TURP. Ook bij stress-urine-incontinentie kan een operatie uitkomst bieden. 